# 両種物問屋
両種物問屋（りょうたねものといや）は、江戸時代中期以後上方において水油の原料である菜種を扱う菜種問屋と白油の原料である綿実を扱う綿実問屋の2種の種物問屋が一括して扱われるようになって成立した問屋のこと。

## 概要
菜種問屋・綿実問屋ともに油の原材料を一括して買い付けて一定の口銭を取って絞油屋に売ることが認められていたが、享保年間以後両者を類似の業者として一括して扱われることが多くなり、「両種物問屋」と称された。
宝暦9年（1759年）に大坂において菜種問屋20人・綿実問屋10人の定員が定められた。
明和8年（1770年）には、両者が正式に統合、45名からなる両種物問屋の株仲間が結成されて江戸幕府に冥加銀を納めることとなった。
また、明和7年（1769年）より、絞油屋が直接原料を買い付けることを認められることとなったが、その代わりに両種物問屋に半口銭の名目で手数料を納めることとされた。
ただし、種物の質入囲置は禁止され、月に6回相場の報告が義務付けられていた。
その後、大坂の問屋の取り扱い量増大に対応するため、寛政3年（1791年）に江戸幕府は兵庫に菜種問屋の設置を認めて西国のうち13ヶ国の菜種は兵庫の業者のみが扱えるものとした。
続いて天保3年（1831年）には堺にも種物問屋設置の許可が出され、大坂55人・兵庫5人・堺3人の定員が定められ、兵庫でも綿実が扱えるようになった。ここに兵庫・堺の両種物問屋が成立、大坂と合わせて「三ヶ所両種物問屋」と称された。